# Trichodorus cotteri
Trichodorus cotteri är en rundmaskart som beskrevs av Clark 1963. Trichodorus cotteri ingår i släktet Trichodorus och familjen Trichodoridae. Inga underarter finns listade i Catalogue of Life.